# The Artistry of Freddie Hubbard
The Artistry of Freddie Hubbard è un album discografico del trombettista jazz Freddie Hubbard, il primo inciso per l'etichetta Impulse! Records, pubblicato nel 1962. L'album vede la presenza di Hubbard, Curtis Fuller, John Gilmore, Tommy Flanagan, Art Davis e Louis Hayes.

## Tracce
1. Caravan (Ellington, Mills, Tizol) - 7:28
2. Bob's Place (Hubbard) - 10:03
3. Happy Times (Hubbard) - 4:29
4. Summertime (Gershwin, Gershwin, Heyward) - 10:06
5. The 7th Day (Hubbard) - 10:34

## Crediti
- Freddie Hubbard - tromba
- Curtis Fuller - trombone
- John Gilmore - sassofono tenore
- Tommy Flanagan - pianoforte
- Art Davis - contrabbasso
- Louis Hayes - batteria